# غردة (شميل)
غردة (بالفارسية: گرده) هي قرية تقع في إيران في قسم شمیل الريفي. يقدر عدد سكانها بـ 486 نسمة بحسب إحصاء 2016.